# Autobahn Quanzhou–Nanning
Die Autobahn Quanzhou–Nanning oder Quannan-Autobahn (chinesisch 泉南高速公路, Pinyin Quánnán gāosù gōnglù, englisch Quannan Expressway), chin. Abk. G72, ist eine im Bau befindliche Autobahn in China, die eine Länge von 1.516 km aufweisen wird. Sie beginnt bei der Metropole Quanzhou in der Provinz Fujian, führt in nordwestlicher Richtung nach Hengyang in der Provinz Hunan und von dort weiter in südwestlicher Richtung über Liuzhou nach Nanning im Autonomen Gebiet Guangxi. Die regionale Autobahn G7211 führt anschließend an die Grenze zu Vietnam.